# آرلینگتن (نبراسکا)
آرلینگتن(به انگلیسی: Arlington) شهری در ایالت نبراسکا کشور ایالات متحده آمریکا است که جمعیت آن در سرشماری سال ۲۰۱۰ میلادی، ۱٬۲۴۳ نفر بوده‌است.